# Clossiana lavinia
Clossiana lavinia är en fjärilsart som beskrevs av Arthur Francis Hemming 1934. Clossiana lavinia ingår i släktet Clossiana och familjen praktfjärilar. Inga underarter finns listade i Catalogue of Life.